# جان كابيلي
جان كابيلي (26 أكتوبر 1913 - 20 فبراير 1977) لاعب كرة قدم بلجيكي راحل كان يجيد اللعب في خط الهجوم.
لعب طوال مسيرته الرياضية في نادي ستاندارد لييج (1929-1944).
مثل منتخب بلجيكا في 34 مباراة مسجلا 19 هدف (1931-1939). شارك مع منتخب بلجيكا في بطولة كأس العالم 1934 في إيطاليا حيث خرج من الدور الثمن النهائي وفي بطولة كأس العالم 1938 في فرنسا حيث خرج من الدور الثمن النهائي أيضا.

## مسيرته الكروية
لعب جان كابيلي خلال مسيرته الاحترافية مع نادِ واحدٍ في خمسة عشر موسمًا وسجل خلالها 254 هدف ضمن 267 مباراة. ولم يفز بأي موسم بالكأس أو بالدوري.
خاض جان كابيلي مسيرته مع نادي ستاندارد لييج في موسم 1929–30 ليلعب معه خمسة عشر موسمًا، مشاركًا في 267 مباراة سجل خلالها 254 هدف.

## وصلات خارجية
- جان كابيلي على موقع الاتحاد الدولي (مؤرشف)  (الإنجليزية)
- جان كابيلي على موقع الاتحاد البلجيكي (الإنجليزية)
- جان كابيلي على موقع قاعدة بيانات كرة القدم.إي يو (الإنجليزية)
- جان كابيلي على موقع ناشيونال فوتبول تيمز (الإنجليزية)
- جان كابيلي على موقع Soccerway.com (الإنجليزية)
- جان كابيلي على موقع عالم كرة القدم.نت (الإنجليزية)

- سيرة ذاتية